# Kyselina akonitová
Kyselina akonitová je nenasycená karboxylová kyselina s třemi karboxylovými skupinami. Její aniont se nazývá akonitát. Má dva izomery, cis-akonitát a trans-akonitát. Cis-akonitát je meziprodukt při přeměně citrátu na isocitrát v citrátovém cyklu. Tyto reakce katalyzuje enzym akonitáza.
Kyselina akonitová může být připravena dehydratací kyseliny citronové pomocí kyseliny sírové:
(HO2CCH2)2C(OH)CO2H → HO2CCH=C(CO2H)CH2CO2H + H2O
Poprvé byla připravena termální dehydratací.